# El Sistema de Autosalvación del Villano Escoria
El Sistema de Autosalvación del Villano Escoria o Ren Zha Fanpai Zijiu Xitong (en chino simplificado 人渣反派自救系统番外; pinyin Rén Zhā Fǎnpài Zìjiù Xìtǒng) es la primera obra, y la más corta, de la autora Mo Xiang Tong Xiu (墨香铜臭). Se compone por ochenta y un capítulos y diecinueve extras. Esta obra tiene una mayor cantidad de elementos humorísticos frente a sus dos siguientes obras (El Gran Maestro de la Cultivación Demoníaca y La bendición del oficial del cielo) y un carácter metalingüístico a manos del protagonista, un ávido lector de novelas de semental, género que es parodiado y criticado a lo largo de la novela.
Fue publicada originalmente en la plataforma Wen Xue Cheng de forma seriada desde 2014 hasta 2016 aunque ha sido editada por la autora en años posteriores, siendo la última revisión el 11 de octubre de 2024.
En 2017 fue publicada por primera vez en formato físico por la editorial Pinsin Studio en tres tomos con arte de Mao Tuan Xiao Jian Jian. En 2022 la editorial publicó una versión renovada por motivo del quinto aniversario de la serie con arte de  Wu Suo, de esta se publicaron dos versiones: una normal y otra especial con merchandising.
Actualmente en España se encuentra publicada en cuatro libros, los tres primeros siguen la historia principal y el último contiene historias extras de diversos personajes. Esta distribución sigue la de la versión inglesa, con la que también comparte las ilustraciones interiores pero no de la cubierta. 

## Argumento
El medio demonio Luo Binghe, después de una infancia humilde, y tras superar un pasado tortuoso, se ha convertido en el parangón de la fuerza y la belleza. Con su dominio sobre los reino humano y el demoníaco, y con un harén de más de trescientas mujeres, es el protagonista más poderoso ¡de una serie de novelas baratas! Agujeros argumentales, personajes con potencial pero poco desarrollados, tramas que no llevan a nada... ¡Lo único decente es su protagonista!
Al menos, eso es lo que opina Shen Yuan nada más acabar el último capítulo de La senda del orgulloso demonio inmortal. Pero cuando muere en pleno ataque de rabia, Shen Yuan renace en el mundo de la novela, en el cuerpo del villano escoria Shen Qingqiu, el hermoso pero cruel profesor de un joven Luo Binghe al inicio de la novela. Aunque Shen Qingqiu tiene un poder increíble como cultivador, su destino es ser castigado de la forma más terrible por crímenes cometidos contra el protagonista. Ahora, la única posibilidad que tiene el nuevo Shen Qingqiu es intentar ganarse el aprecio de Luo Binghe antes de que el joven llegue al poder junto a la "guía" del Sistema.

## Personajes

### Protagonistas

#### Shen Qingqiu (Shen Yuan)
Actor de voz (original): Wu Lei ; actor de voz (japonés): Namikawa Daisuke
El anti-fan más implicado de La senda del orgulloso demonio inmortal. Tras morir de un ataque de ira al terminar se transmigra al cuerpo de Shen Qingqiu, el maestro perverso del joven protagonista con la oportunidad de poder mejorar la historia. Su objetivo principal es evitar el terrible futuro que le espera adulando al protagonista para conseguir un menor castigo cuando Binghe comience su trama de venganza.

#### Luo Binghe
Actor de voz (original): Shen Dawei ; actor de voz (japonés): Kaji Yuki
El protagonista de La senda del orgulloso demonio inmortal. El Luo Binghe original se alzó desde un origen humilde hasta la cima del mundo, consiguiendo un harem con tres cifras. En esta historia, sin embargo, empieza como un joven discípulo que consigue mantenerse dulce y positivo pese al maltrato que ha sufrido. Sus experiencias trágicas ya han plantado una semilla oscura que podría germinar pero su mayor deseo es amor y reconocimiento.  
Cuando Shen Qingqiu cambia de personalidad y le muestra su amabilidad está dispuesto a olvidar las ofensas pasadas, ahora su objetivo es volverse más fuerte para proteger a su maestro y mantenerse a su lado.  

## Temas y estilos de la obra

### Temas
Algunos de los temas que trata son:

#### Sexualidad
Al ser un danmei esta serie se centra en una relación homosexual entre dos hombres desde un punto de vista femenino con elementos heteronormativos. Algunos aspectos de esta visión pasan a la historia como es la presencia de roles sexuales basados en roles tradicionales heteronormativos. Otro elemento destacable es la importancia de la virginidad que solo es compartida con un amor verdadero, un valor femenino que se traslada a personajes masculinos. 
También busca deconstruir varios aspectos relacionados con la heterosexualidad compulsiva y perspectivas sobre la homosexualidad, principalmente con el personaje de Shen Qingqiu. Él tiene una visión rígida sobre su heterosexualidad que exalta en su narración pero que en momentos sus acciones reflejan una realidad diferente.

#### Género
Esta historia es una deconstrucción de la masculinidad vista claramente en los dos protagonistas. Luo Binghe pasa de ser un hombre todopoderoso reflejante de una fantasía masculina a ser tener rasgos de personalidad estereotípicamente femeninos y a encargarse de tareas que se han relacionado con roles de mujeres como es limpiar o cocinar. En el caso de Shen Qingqiu se puede apreciar su descontento por los acontecimientos en los que ocupa el papel femenino en momentos de la historia y cómo su visión de la masculinidad cambia cuando su relación con Luo Binghe empieza a tomar una ruta romántica.
Esta historia también da unos matices al papel de las mujeres mostrando que al separarse de su rol de una conquista para Luo Binghe adquieren una mayor inteligencia e independencia. Pese a esto, la presencia y desarrollo de personajes femeninos es escasa.

### Estilo
El estilo literario de esta novela tiene un marcado estilo nacional con el uso de jerga y expresiones típicas de los espacios de las novelas web chinas (para las cuales varias traducciones han considerado necesario poner un glosario que las explique al público internacional). Este vocabulario moderno también ayuda a diferenciar al protagonista del mundo al que ha sido transmigrado. 
Se caracteriza por unidades fraseológicas, que buscan avivar la narración y expresar ideas profundas con palabras sencillas.  Además, emplea varios recursos sintácticos como las preguntas retóricas, las repeticiones, transformaciones de la estructura de las frases y las dobles negaciones que dan vigor a la escritura. 

## Traducciones
Ha sido traducido a varios idiomas: español, inglés, tailandés, coreano, vietnamita, francés, ruso e italiano. En varias de las versiones traducidas se han publicado una versión normal que solo contiene el libro y otra especial con merchandising de la serie. 
En España ha sido traducida por Norma Editorial en el año 2024 en cuatro tomos en rústica, cartoné y una versión digital. Esta emplea el arte exterior de la versión china renovada y el arte interior de la versión inglesa. Se pusieron a la venta dos ediciones del primer volumen, una normal y otra especial que solo se vendía hasta agotar existencias. La versión normal contiene únicamente el libro mientras que la edición especial incluía, además, una cubierta reversible, un estuche contenedor, un puzle, 2 pósteres, 4 marcapáginas, una lámina de adhesivos y un posavasos imantado.
La versión inglesa fue publicada en 2021 por la editorial Seven Seas Danmei. El arte de la novela fue dibujado en su totalidad por Velinxi, este se ha mantenido en varias ediciones europeas total (versión italiana) o parcialmente (versión española, que usa otra portada). Esta incluye un glosario con los personaje, lugares de la novela y expresiones relacionadas con el género que aparecen en los tomos.

## Adaptaciones

### Donghua
El 10 de septiembre de 2020 se empezó a emitir una adaptación donghua en Tencent Video con diez capítulos bajo el nombre de Chuan Shu Zijiu Zhinan o Scumbag System, como es conocido a nivel internacional. Se empleó un modelo de animación en 3D. Su tema musical es 忘言歌 (Canción de Palabras no Dichas), interpretado por RISE Zhao Lei. Existe un tráiler de la segunda temporada que fue publicado en 2021 pero no hay una fecha de estreno definitiva pese a las diferentes especulaciones que ha habido.   
Ha sido doblado al japonés en 2023, comenzando el 18 de octubre con una retransmisión semanal en WOWOW. Su trasmisión se produjo en siete días frente a los diez capítulos de la serie.

### Manhua
En 2019 se empezó a serializar una adaptación en manhua que fue suspendido tras tres capítulos por una controversia sobre un trabajador anti-fan de la escritora y se encuentra en un hiatus indeterminado.